# Пілад (корвет, 1840)
«Піла́д» (рос. дореф. «Пиладъ») — 20-гарматний корвет однойменного типу Чорноморського флоту Російської імперії. Названий на честь героя давньогрецького міфу про Пілада, вірного друга Ореста. 

## Опис
Один із двох вітрильних 20-гарматних корветів типу «Пілад», що будувалися поручником корпусу корабельних інженерів І. В. Машкіним і підполковником О. П. Прокоф'євим в Миколаєві і Севастополі протягом 1838—1841 років. Довжина корабля становила 39,35 метра по гондеку, за кілем — 35,32 метра, ширина без обшивки — 10,76 метра, осадка — 5 метрів, а площа парусів — 1370 квадратних метрів.
Артилерійське озброєння корабля становило двадцять 24-фунтових карронад, одна 8-фунтова мідна пушка і дві 3-фунтові мідні фальконети.
Корабель названо на честь героя давньогрецького міфу про Пілада, вірного друга Ореста, разом з яким привіз Іфігенію з Тавриди на батьківщину.

## Історія
Закладений у Миколаєві на стапелі Миколаївського адміралтейства 4 жовтня 1838 року. Головний будівник — поручник корпусу корабельних інженерів І. В. Машкін. Після спуску на воду 23 червня 1840 року увійшов до складу Чорноморського флоту Російської імперії.
Перебував у розпорядженні російського посольства у Греції у 1841—1842 та 1850—1851 роках, при цьому виходив у плавання в Егейське та Середземне моря.

### Кавказька війна
Протягом 1843—1849, у 1852 і 1853 роках у складі ескадр по два-три місяці на рік виходив у практичні плавання в Чорне море та у складі загонів брав участь в операціях біля берегів Кавказу.
Під час практичного плавання у 1844 році у складі ескадри контрадмірала Ф. Г. Артюкова брав участь у навчаннях, зокрема 29 травня матроси навчалися брати рифи і кріпити вітрила, а рекрути лазити марсами і салінгами. Проводилося навчання гарматної екзерциції зі спалахами і проводилася приблизна атака з гарматною пальбою.
10 травня 1846 року у складі загону контрадмірала П. С. Нахімова брав участь у відбитті атаки кавказців на Сухум-Кале, а 10 червня — на Головінський форт.
19 червня того ж року, під час крейсування Чорним морем разом з бригом «Паламед» поблизу Лазарєвського форту, помітив три контрабандистські судна. Через штиль кораблі спустили на воду і направили в погоню озброєні навчальні судна. Одне з суден контрабандистів, краще в ходу, згодом викинулося на берег, а два інших були атаковані гребними суднами. Натомість вчинивши значний опір, обидва успішно дібралися містечка Вардан, а гребні судна, розстрілявши усі снаряди, повернулися до своїх кораблів. Хоча згодом контрабандистські судна були розбиті корабельною артилерією «Піладу» і «Паламеду», під час погоні два члени екіпажів гребних суден загинули, а ще п'ять отримали поранення.
18 липня брав участь у висадці десанту із 50 осіб для надання допомоги гарнізону оточеного горцями Головинського форту, і став на позицію для надання артилерійської підтримки з моря, але атака на форт не відбулася.
Брав участь у навчальних боях кораблів першої практичної ескадри Чорноморського флоту 24 травня 1847 біля Херсонеського мису і 12 серпня 1849 року під командуванням віцеадмірала Ф. О. Юр'єва. Протягом того ж року крейсерував Чорним морем поблизу Кавказького узбережжя у складі ескадри П. Я. Сіницина, від якої відділявся двічі: спочатку для плавання в Одесу для покупки провізії офіцерам ескадри, а пізніше аби дізнатися стан укріплень від Сухум-Кале до Новоросійська.

### Корабельна аварія
У ніч проти 13 січня 1848 року біля Новоросійська потерпів від сильної північно-східної бори при морозі, що сягав 20° С. Протягом усього дня 12 січня стояла непостійна погода, близько полудня стали утворюватися смерчі, які показувалися та зникали у різних місцях. Близько другої години дня смерч, що обрушився на корвет, зірвав його з ланцюгів і поніс в море. Внаслідок замерзання обмерзлих бризок на снастях і падіння брил льоду, що доходили до розміру гарматного ядра, багато членів екіпажу було поранено. Туман звужував поле зору до 170 метрів.
На ранок 13 січня вітер став слабшим і з'явилася надія встати на якір, проте з полудня він повіяв з новою силою і повів корабель у дрейф. До восьмої години вечора луснув запасний канат, що вивело з строю кермо. Його зняли з петель і спустили на воду, але о пів на дев'яту відчулися перші удари о ґрунт. Корабель виносило на берег, а опівночі корабель почав затікати водою, яку вибирав екіпаж. На світанку 14 січня корабель стояв на піщаному ґрунті за 85 метрів від берега. За допомогою берегових жителів була організована переправа екіпажу, але з двох годин через вітер, що відновився, вона була зупинена до наступного ранку.
До полудня 15 січня вся команда була знята з корабля, більшість з обмороженням кінцівок, а судно залишено. За два тижні корвет був знятий з мілини і відправлений на ремонт до Севастополя.

### Кримська війна
Брав участь у Кримській війні. Від 1853 року у складі Східної ескадри постійно крейсерував біля східних берегів Чорного моря задля спостереження за турецькими та іноземними судами у разі виходу їх із Босфору. Оскільки війну ще не було оголошено, метою ескадри було попередження російського флоту про ворожі наміри Османської імперії і її союзних держав, а вдаватися до крайніх засобів було дозволено лише в неминучих обставинах. 
У вересні, з огляду на очікування війни, князем О. С. Меншиковим наказано тримати на випадок початку військових дій поблизу Редут-Кале фрегати «Месемврія», «Сизополь», корвети «Андромаха», «Пілад» та один із пароплавів Кавказького корпусу. Натомість ще до отримання цього наказу начальник берегової лінії віцеадмірал Л. М. Серебряков, дізнавшись про появу турецького пароплава в Батумі і побоюючись його нападу на транспортні судна, що стояли в Анакрії, спорядив 27 вересня в крейсерство до укріплення Святого Миколая корвет «Андромаха». Згодом, через те, що в Батумі опинився не один, а три пароплави, в крейсерство туди були направлені фрегат «Сизополь» та корвет «Пілад».     
7 листопада 1853 року у складі загону віцеадмірала Л. М. Серебрякова вів бомбардування захопленого турецькими військами укріплення Святого Миколая. Не дочекавшись підкріплення через можливу швидку зміну сприятливої погоди, загін з фрегатів «Месемврія», «Сизополь», корветів «Андромаха», «Пілад», брига «Птоломей», пароплава «Херсонес» та трьох слабких пароходів Кавказького відомства рушив до укріплення. У ніч з 6 на 7 листопада загін вийшов під прапором віцеадмірала Л. М. Серебрякова з Редут-Кале, буксируючи вітрильні судна пароплавами і, на випадок десанту, маючи один батальйон піхоти та вісім азовських козацьких човнів.  
Турки, захопивши укріплення Святого Миколая, не тільки зайняли наявні будівлі, але і звели нові земляні укріплення. Це призвело до потужного вогню з берегових батарей по російському загону. Відкритий у відповідь вогонь з кораблів завдавав шкоди гарнізону, проте не мав успіху проти берегових гармат, що стояли за земляними насипами. За дві години безрезультатної перестрілки судна Л. М. Серебрякова були знову взяті на буксири і пішли в море. 
Під час бою загинуло дві особи нижнього чину, ще одного оберофіцера і п'ять осіб нижнього чину було поранено. Судна зазнали незначних пошкоджень і продовжили службу. Після цього загін здійснив крейсерство вздовж найближчих турецьких берегів, результатом якого була звістка про прохід з Трапезунди в Батумі і далі до Сухум-Кале чотирьох ворожих пароплавів. Ці відомості змусили загін повернути назад, і на світанку 9 листопада прибути до Сухум-Кале.     
8 грудня 1853 року конвоював транспортні судна із Севастополя до Сухум-Кале, а до 5 березня наступного року повернувся до Севастополя, де був поставлений у Корабельній бухті.     
14 грудня 1854 року корвет затопили на Севастопольському рейді з метою загородження входу ворожих суден на рейд, оскільки частина раніше затоплених судів була знищена бурею. Після війни під час розчищення Севастопольської бухти корпус корвета підірвали.

## Командири
- С. Г. Алексєєв (1841—1843);
- М. Ф. Юрковський (1844 — 13 січня 1848);
- О. П. Спіцин (1850—1851);
- Л. О. Бертьє-Делагард (1852 — червень 1853);
- Л. І. Будищев (червень — вересень 1853);
- К. Я. Явленський (жовтень 1853 — 1854).